# 波亞納瓦杜盧伊鄉
46°24′N 22°53′E / 46.400°N 22.883°E
波亞納瓦杜盧伊鄉（羅馬尼亞語：Comuna Poiana Vadului, Alba），是羅馬尼亞的鄉份，位於該國中部，由阿爾巴縣負責管轄，面積69平方公里，海拔高度793米，2011年人口1,139，人口密度每平方公里18人。